# Orthotrichum macounii
Orthotrichum macounii là một loài Rêu trong họ Orthotrichaceae. Loài này được Austin mô tả khoa học đầu tiên năm 1879.